# Jalen Neal
Jalen Neal, né le 24 août 2003 à Long Beach, en Californie aux États-Unis, est un joueur international américain de soccer qui joue au poste de défenseur central au Galaxy de Los Angeles en MLS.

## Biographie

### En club
Né à Long Beach, en Californie aux États-Unis, Jalen Neal commence le soccer à l’âge de trois ans au FC Long Beach, puis il rejoint l'académie du Galaxy de Los Angeles en 2016,. Le 20 janvier 2021, il signe son premier contrat.
Neal inscrit son premier but avec l'équipe première du Galaxy de Los Angeles le 2 avril 2023, à l'occasion d'un match de MLS contre les Sounders de Seattle. Il est titularisé mais ne peut empêcher la défaite de son équipe (1-2 score final),.

### En sélection
Jalen Neal est sélectionné pour la première fois avec l'équipe des États-Unis des moins de 20 ans en novembre 2021. Avec cette sélection, il est retenu pour participer au championnat de la CONCACAF des moins de 20 ans en 2022. Lors de cette compétition il joue cinq matchs, tous en tant que titulaire, et inscrit un but contre le Nicaragua le 26 juin en huitièmes de finale (victoires 5-0 des États-Unis). Son équipe se hisse jusqu'en finale où elle affronte la République dominicaine, contre laquelle elle s'impose par six buts à zéro. Les États-Unis remportent ainsi un troisième titre consécutif dans cette compétition. Il est nommé dans l'équipe-type du tournoi,.
Il est par la suite appelé pour participer au camp d'entraînement des Yanks par Anthony Hudson le 18 janvier 2023,,. Le 25 janvier suivant, il honore sa première sélection en tant que titulaire contre la Serbie, lors d'un match amical. Le match se solde par une défaite 1-2 des Américains.
En mai 2024, Neal est retenu dans une liste de 25 joueurs pour participer à un camp d'entraînement avec l'équipe des États-Unis des moins de 23 ans à Kansas City.

## Palmarès
États-Unis -20 ans
- Vainqueur du Championnat de la CONCACAF des moins de 20 ans en 2022.

 Galaxy de Los Angeles
- Vainqueur de la Coupe de la Major League Soccer en 2024